# アライアント国際大学
アライアント国際大学 （Alliant International UniversityAIU）は、アメリカ合衆国カリフォルニア州にある私立の総合大学である。特色として学生のほとんどが大学院生である事。博士課程の割合が最も多く、また学部生では留学生の割合が最も多い大学でもある。キャンパスはカリフォルニアの都市各地に分散して存在し、かつ外国にサテライトキャンパスを有している。

## 概要
アライアント国際大学は CSPP(California School of Professional Psychology)とUSIU（The United States International University)が併合により現在の形となった。それまでもCSPPとUSIUは共に心理学分野の博士課程が盛んで、カリフォルニア州で働く認定臨床学心理学者の半数を輩出している。大学院の学生は五千名程いる。

## キャンパス
大学の校舎はカリフォルニアの各都市に分散しており6つある。
カリフォルニア州にあるキャンパス
（フレズノ、サクラメント、ロスアゼルス、サンディエゴ、サンフランシスコ、アーバイン）
外国にあるサテライトキャンパス：
メキシコシティ、香港、シンガポール、そして東京を含め現在4つの外国に分校を開いている。

### アライアント国際大学・カリフォルニア臨床心理大学院日本校
東京都千代田区にサテライトキャンパスがあり、臨床心理学の日本語による修士課程が提供されていた。グラフィックデザイナーの原田進を輩出した。

## 組織
アライアント国際大学はWASC(米国西部大学・大学院協会)およびカリフォルニア州教育委員会により認定を受けている。
学部は
心理学部、教育学部、経営学部、国際関係学部、教養学部などがある。
大学院では
MBA他　心理学部と教育学部には博士課程がある。

## 歴史的背景
CSPPは1969年にできた心理学の専門大学院。臨床心理学のスペシャリストを送出するため、設立当初から大学院レベルの教育プログラムのみ提供してきた。
USIUは1952年にサンディエゴにできたカリフォルニア・ウエスタン大学が前身で1968年に世界的規模の総合大学を目指す目的で名前を変えた。一時はケニアやイギリス、ドイツ、メキシコなどにもキャンパスを持っていた。ケニアのキャンパスは現在、独立してThe United States International University Nairobiとしてケニアの大学教育協会に帰属している。
現在の形態は2001年に二校が統合され名前がAllaiantになったものである。

併合により、現在は大学院レベルの教育プログラムが主流になり、たくさんの学科が廃止され学生数が激減した。また大学でのスポーツ活動はCSPPと併合後全て廃止にした。かつてUSIU時代においてはスポーツが盛んでフットボール、ゴルフ、サッカー、バスケットボール、テニス、アイスホッケー、バレーボールなどのチームがNCAAの試合で活躍していた。また現在なくなってしまった演劇学科などから、ハリウッド映画スターのジョン・バロウマンやジェイミー・フォックスを輩出している。